# Линкълнска катедрала
Катедралата в Линкълн или Cathedral Church of the Blessed Virgin Mary of Lincoln, също St. Mary's Cathedral е централният архиепископски храм на англиканската църква в град Линкълн в графство Линкълншир. Тя е една от най-важните представители на Ранната английска готика т.нар. Early English.
Най-старите части на църковния храм свидетелстват за норманския архитектурен стил. Катедралата е 4-тата по големина във Великобритания и притежава кула, която със своите 83 метра е втората най-висока църковна кула във Великобритания след тази на Катедралата в Солсбъри.

## Строителство
В Англия повечето големи църкви са манастирски, т.е. те са абатства, строени са на свободни незастроени пространства и представляват в повечето случаи част от един църковен комплекс. Изключение прави Катедралата в Линкълн, построена като катедралите на континента в града.

### Първа катедрала
През 1185 г., по време на силно земетресение, завършената катедрала е почти изцяло разрушена.

### Втора катедрала
През 1192 г. под ръководството на епископ Свети Хуг от Линкълн е започнато строителството на нова катедрала по планове на френския архитект Жофре дьо Ноайе (на фр. Geoffrey de Noiers). Строителството е започнато с камък и трае до 1235 г. От старата катедрала е запазена само западната фасада.
Помещението, в което се събира Катедралният съвет, т. нар. Chapterhouse, е най-ранното построено в готически стил в Англия и е завършено през 1220 г. През 14 век е подкрепено с външен венец от контрафорси.

## Катедралата днес
Днес катедралата е трикорабна и с два трансепта, като западният е по-голям, по-дълъг и върху него е построена 83-метровата кула.
Катедралата разполага и с библиотека – т. нар. Lincoln Cathedral Library. Тя е обществено достъпна и съхранява едно от четирите ценни копия на „Великата харта на свободите“ (Магна харта). Екземплярът тук се съхранява от 1215 г. Магна Харта е акт, подписан от английския Крал Джон Безземни на 15 юни 1215 г. С него се гарантират и защитават правата и интересите на феодалната аристокрация, бароните и гражданите от действията на представителите на кралската власт. Това е първият документ в английската история, който ограничава кралската власт. Освен това копие до наши дни са стигнали още три копия: две от които в Британската библиотека и едно в катедралата в град Солсбъри, като това в Солсбъри е най-запазеното. В библиотека се съхранява и едно копие на Библията от 11 век, т.нар. Lincoln Chapter Bible.
Катедралата е основно реставрирана през 2000 г. с бюджет от 3 млн. евро.
През август 2005 г. по време на снимките за филма „Шифърът на Леонардо“ Англиканската църква отказва снимки в Уестминстърско абатство. Проблемът е решен след съгласие за снимки от Катедралата в Линкълн. В нея е заснета тази част от филма, която е трябвало да бъде заснета в Уестминстърското абатство. Катедрала получава 100 000 британски лири възнаграждение и става основна цел на безбройните фенове на Шифъра.
- Западната Фасада на катедралата
- Външен изглед на т.нар. „Chapterhouse“ с неговите контрафорси
- План на катедралата